# Cyberpunk 2077: Trauma Team
Cyberpunk 2077: Trauma Team es una serie de cómics de Dark Horse Comics, ambientada en el mundo del videojuego Cyberpunk 2077. Publicado por primera vez en 2020, la serie está escrita por Cullen Bunn e ilustrada por Miguel Valderrama.

## Trama
Ambientada en el año 2077, la trama sigue a Nadia, una EMT de la compañía de atención médica de propiedad privada y fuertemente militarizada llamada Trauma Team International. Cuando un tiroteo deja al resto de su equipo muerto, Nadia acepta seguir trabajando para la empresa.

## Lanzamiento
Trauma Team fue creado por Dark Horse Comics en asociación con CD Projekt RED, compartiendo el mismo escenario que el videojuego de CD Projekt, Cyberpunk 2077. La redacción fue dirigida por Cullen Bunn (que había escrito anteriormente para Harrow County, Uncanny X-Men y X-Men Blue), con ilustraciones de Miguel Valderrama (que había trabajado previamente en Gigants con su hermano Carlos), coloreado por Jason Wordie, y letras por Frank Cvetkovic.
El primer anuncio del cómic se realizó desde la cuenta oficial de Twitter de Cyberpunk 2077 el 21 de junio de 2020, varios días después de la confirmación de que la fecha de lanzamiento de Cyberpunk 2077 se retrasaría del 17 de septiembre al 19 de noviembre de 2020.
El primer número de la serie Trauma Team se publicó el 9 de septiembre de 2020. Este primer número también estuvo disponible en un paquete de edición limitada, con una portada variante y una litografía a juego del artista Robert Sammelin. El volumen 1 de la serie, que recopila los primeros cuatro números, se publicó el 9 de febrero de 2021.